# Alexandra av Oldenburg
Alexandra av Oldenburg, i Ryssland känd som Alexandra Petrovna, född 2 juni 1838 i Sankt Petersburg, död 25 april 1900 i Kiev, var en rysk storfurstinna och senare nunna och filantrop; gift 1856 med sin syssling storfurst Nikolaj Nikolajevitj av Ryssland. Hon var dotter till hertig Peter Georgievich av Oldenburg och Therese av Nassau-Weilburg.

## Biografi
Alexandra tillhörde en tysk familj men växte upp i Ryssland; hon var sondotter till Katarina Pavlovna av Ryssland, hennes far var militär i rysk tjänst och familjen, som beskrivs som lycklig och harmonisk, tillbringade sina vintrar vid hovet i Peterhof. Hon intresserade sig tidigt för medicin och social problematik. Hennes äktenskap arrangerades av hennes föräldrar, och hon förlovades 25 oktober 1855 med sin syssling, tsarens tredje son, konverterade till ortodoxin och antog namnet Alexandra Petrovna 7 januari 1856 och gifte sig 6 februari 1856 på Peterhof. 
Paret bodde vid hovet fram till 1861, då de fick sin egen bostad. Efter deras andra barns födelse 1864 upphörde i realiteten makarnas förhållande, då de inte hade mycket gemensamt. Nikolaj tyckte illa om hennes likgiltighet för kläder och sitt utseende och hade från 1868 ett förhållande med balettdansösen Jekaterina Tjislova, med vilken han fick fem barn.
Då Nikolaj försökte få sina barn med Tjislova adlade, klagade Alexandra för tsaren, som förklarade att hon var så oattraktiv att hon inte kunde förebrå maken för otrohet - han uppmanade dock maken att vara mer diskret, och Nikolaj och Tjislova lämnade staden. Hon reagerade mycket illa på makens otrohet. Det gick under denna tid ett uppmärksammat rykte om att Alexandra hämnades på maken genom att själv ha haft ett förhållande och fött ett hemligt barn 1868, men det har aldrig framlagts något bevis för någotdera av de två påståendena.
Alexandra beskrivs som enkel och osofistikerad, men var omtyckt för sitt vänliga sätt. Hon klädde sig enkelt, undvek hovet och sällskapslivet och ägnade sig åt religion och sitt intresse i medicin. Maken finansierade ett sjukhus där hon kunde utöva sina medicinska teorier, och Alexandra grundade en skola för sjuksköterskor i S:t Petersburg. År 1880 bosatte hon sig i Kiev, där hon 1889, före makens död, avlade klosterlöften och antog namnet syster Anastasia. Vid makens död vägrade hon närvara vid begravningen. Hon grundade sedan ett kloster med sjukhus, mentalsjukhus och apotek för fattiga.